# Глебов, Степан Богданович
Степа́н Богда́нович Гле́бов (ок. 1672 — 16 марта 1718) — старший сын стольника и воеводы Богдана Даниловича Глебова. Любовник первой жены царя Петрa I Евдокии Лопухиной. В 1718 г. по обвинению в заговоре против Петра после жестоких пыток был приговорён к смертной казни. 15 марта 1718 г. на Красной площади был посажен на кол и умер спустя четырнадцать часов.

## Биография
В 1686—1692 годах Степан Богданович Глебов был стольником царицы Прасковьи Фёдоровны. В 1693 году носил чин подпоручика лейб-гвардии Преображенского полка. В феврале 1696 года Степан Глебов, будучи в чине стольника «цариц», должен был принять участие в Азовском походе, но по челобитью своего отца Богдана Даниловича Глебова, отъезжавшего на воеводство в Енисейск, вместе со своим младшим братом Фёдором был отпущен царём вместе с отцом в Сибирь.

## Связь с царицей
В 1709—1710 годах сосланная в монастырь Евдокия Фёдоровна Лопухина вступила в связь с майором Степаном Глебовым, приехавшим в Суздаль для проведения рекрутского набора, которого ввёл к ней её же духовник Федор Пустынный. Связь открылась из т. н. кикинского розыска по делу царевича Алексея, во время суда над которым Пётр узнал про жизнь Евдокии и отношения с противниками реформ. В Суздаль для розыска был прислан капитан-поручик Скорняков-Писарев, который арестовал царицу вместе со сторонниками.
В 1714 году Степан Богданович Глебов числился подполковником в отставке.

3 февраля 1718 года Петр даёт ему повеление: «Указ бомбардирской роты капитан-поручику Писареву. Ехать тебе в Суздаль и там в кельях бывшей жены моей и ея фаворитов осмотреть письма, и ежели найдутся подозрительныя, по тем письмам, у кого их вынул, взять за арест и привести с собою купно с письмами, оставя караул у ворот».

На допросе Глебов показал: «И сошёлся я с нею в любовь через старицу Каптелину и жил с нею блудно». Старицы Мартемьяна и Каптелина показали, что своего любовника «инокиня Елена пускала к себе днём и ночью, и Степан Глебов с нею обнимался и целовался, а нас или отсылали телогреи кроить к себе в кельи, или выхаживали вон». У Глебова также были найдены 9 писем царицы к нему.
20 февраля 1718 года в Преображенском застенке состоялась очная ставка Глебова и Лопухиной, которые не запирались в своей связи. Глебову ставили в вину письма «цифирью», в которых он изливал «безчестныя укоризны, касающияся знамой высокой персоны Его царского величества, и к возмущению против Его величества народа». Австрийский дипломат Плейер писал на родину: «Майор Степан Глебов, пытанный в Москве страшно кнутом, раскалённым железом, горящими угольями, трое суток привязанный к столбу на доске с деревянными гвоздями, ни в чём не сознался». Глебов, по преданию, записанному в апреле 1731 г. леди Рондо, «плюнув ему [Петру Первому] в лицо, сказал, что не стал бы говорить с ним, если б не считал долгом своим оправдать свою повелительницу [царицу Евдокию]».
15 марта 1718 года в двадцатиградусный мороз измученного пытками Глебова привезли на Красную площадь, заполненную толпами народа (очевидец событий ганноверский резидент Ф. Х. Вебер называет 200—300 тыс. человек). Пётр I приехал в отапливаемой карете и остановился неподалёку от места казни (однако, по другой информации, это не более чем легенда, так как за день до казней Пётр уехал в Санкт-Петербург). Рядом стояла телега, на которой сидела опальная Евдокия. Её охраняли два солдата, в обязанности которых входило ещё и следующее: они должны были держать бывшую государыню за голову и не давать ей закрывать глаза. Посреди помоста торчал кол, на который и усадили раздетого донага Глебова. Пётр приказал надеть на казнимого тулуп и шапку, чтобы тот раньше времени не умер от холода. Глебов прежде, чем умереть, мучился 14 часов. Смерть Глебова последовала в половине восьмого утра 16 марта 1718 г. Голова его была отрублена, а тело было снято с кола и брошено среди тел других казнённых по этому делу. В тот же день, 15 марта, на Красной площади были казнены проходившие по тому же делу ростовский епископ Досифей (в миру Демид Глебов), казначей Покровского монастыря и духовник бывшей царицы Фёдор Пустынный, певчий царевны Марии Алексеевны Фёдор Журавский; ряд лиц был подвергнут телесным наказаниям.
Через три с лишним года — 15 августа 1721 г. — Петр вдобавок повелел Святейшему Синоду предать покойного Степана Глебова вечной анафеме. Во исполнение этого повеления преосвященный Варлаам, епископ Суздальский и Юрьевский, издал 22 ноября 1721 г. т. н. архиерейский указ, в котором привёл форму провозглашаемой анафемы. В ней майор Глебов был назван «злолютым закона Божия преступником», «царского величества противником», «лютейшим благочестия преступником и презирателем».

## Семья
Дед — Данила Моисеевич Глебов (ум. 1648), бабушка — кн. Мария Никитична Юсупова (ум. 1656), отец — стольник Богдан Данилович Глебов (род, идущий от Облагини), воевода в Астрахани и в Енисейске.
Сестра — Мария Богдановна Глебова, вышла замуж за И. М. Головина. Её дочь, племянница С. Б. Глебова, Евдокия (Авдотья) Ивановна Пушкина (урожд. Головина, ум. 1725) — прабабушка А. С. Пушкина, мать Льва Александровича Пушкина, деда поэта. Другая племянница С. Б. Глебова, Ольга Ивановна Головина, была прабабушкой Льва Толстого.
Дочь — Анна Степановна, вышла замуж за Якова Васильевича Сибирского (сына царевича Василия Алексеевича Сибирского, казнённого в 1718 году по делу царевича Алексея). Дочь от этого брака, Анна Яковлевна Сибирская, вышла замуж в 1753 году за Льва Бакаровича Грузинского. Приходилась троюродной сестрой Л. А. Пушкину.

## В литературе
- В романе Достоевского Ф. М. «Идиот» — диалог, в котором упоминается смерть Степана Глебова.